# Tetraloniella scabiosae
Tetraloniella scabiosae är en biart som först beskrevs av Alexander Mocsáry 1881.  Tetraloniella scabiosae ingår i släktet Tetraloniella och familjen långtungebin. Inga underarter finns listade i Catalogue of Life.